# Rafael Pascual
Rafael Pascual Cortés (Madrid, 16 marzo 1970) è un ex pallavolista spagnolo, di ruolo schiacciatore e opposto.

## Carriera
Rafael Pascual inizia a giocare a pallavolo all'età di 15 anni. Nasce sportivamente nel Bomberos, dove gioca in Superliga nelle stagioni 1988-89 e 1989-90. Successivamente passa all'Universidad de Granada, al Calvo Sotelo e al Club Voleibol Almería, prima di approdare nel campionato italiano nella stagione 1993-94, nel VBA Olimpia Sant'Antioco, squadra militante in Serie A2. La squadra sarda ottiene la promozione in Serie A1 e il giocatore spagnolo rimane a Sant'Antioco anche nella stagione 1994-95. In questo periodo ottiene le prime convocazioni nella nazionale spagnola.
Nella stagione 1995-96 passa al Cuneo Volley Ball Club. Con la squadra piemontese, costituita da grandi giocatori membri della generazione di fenomeni come Papi, De Giorgi, Lucchetta e Galli, vince numerosi trofei, mettendo in bacheca una coppa Italia, una Supercoppa italiana, una Supercoppa europea e una coppa CEV. Nella seconda stagione a Cuneo vince una coppa delle Coppe e una Supercoppa europea, l'anno successivo la seconda coppa delle Coppe consecutiva; infine, nell'ultima stagione, vinca la Coppa Italia e la Supercoppa italiana contro la Sisley Volley di Treviso, squadra dominatrice dell'epoca, composta da campioni come Gravina, Bernardi, Papi e Pippi.
L'opposto spagnolo lascia la squadra cuneese nella stagione 2000-01, passando ai Panasonic Panthers di Osaka, società militante nel campionato giapponese. L'anno successivo gioca in Francia nello Stade Poitevin di Poitiers, mentre nella stagione 2001-02 torna in Italia, nella Top Volley di Latina. Milita nella massima serie italiana per altri due anni, giocando nel Perugia Volley nella stagione 2002-03 e nell'Associazione Sportiva Pinuccio Capurso Volley Gioia l'anno successivo.
Dopo una parentesi in Spagna nel Club Voleibol Pòrtol di Palma di Maiorca torna a Gioia del Colle, finendo il campionato in ultima posizione e retrocedendo in Serie A2. Nella stagione 2005-06 gioca in Grecia, nel Panathinaikos Athlitikos Omilos, ma a metà campionato passa ai portoricani dei Patriotas de Lares. Il ritorno nella massima serie italiana si concretizza nella stagione 2005-06, quando viene ingaggiato dalla Callipo Sport di Vibo Valentia. Nelle due stagioni successive gioca per la Materdomini Volley di Castellana Grotte, prima di trasferirsi per un breve periodo in Bulgaria, nel CSKA Sofia. Nel 2007 vince il Campionato europeo con la sua nazionale.
Chiude la carriera nel campionato francese, nell'Association Sportive Orange Nassau, con due anni di anticipo rispetto al suo contratto.

## Palmarès

### Club
- Coppa Italia: 2

1995-96, 1998-99
- Supercoppa italiana: 2

1996, 1999
- Supercoppa europea: 2

1996, 1997
- Coppa delle Coppe: 2

1996-97, 1997-98
- Coppa CEV: 1

1995-96

### Nazionale (competizioni minori)
- Giochi del Mediterraneo 1991

### Premi individuali
- 1995 - Serie A1 1994-95: Miglior realizzatore
- 1997 - Serie A1 1996-97: Miglior realizzatore